# Divinity
Divinity é uma emissora de televisão privada espanhola que pertence ao grupo Mediaset España. É conhecida por ser o primeiro projeto da internet a conseguir se estabelecer na televisão. O canal começou suas emissões oficialmente em 1 de abril de 2011 e seu principal concorrente é a rede Nova, da Atresmedia Corporación.
No dia 16 (sexta-feira) até 19 de setembro de 2011 (segunda-feira), a rede Divinity se estabeleceu no Cibeles Madrid Fashion Week com um espaço de produção própria de duas horas de duração apresentado por Nuria Roca e Boris Izaguirre, com a colaboração especial de Nacho Montes: Divinity Fashion Week. Enquanto o portal da Divinity desenvolveu o Divinity por un día, uma iniciativa interativa participada pelo público elegeria a pessoa mais estilosa para participar de um desfile.

## Polêmicas
Em 12 de janeiro de 2012, um capítulo da série juvenil Gossip Girl mostrou um programa de televisão erótico que, entre outras imagens, pôde-se observar um homem praticando sexo oral em si mesmo. Essa situação eliminou uma série de anunciantes que patrocinavam o programa e gerou problemas com o público da série.

## Audiência
|      | janeiro | fevereiro | março | abril | maio | junho | julho | agosto | setembro | outubro | novembro | dezembro | Média anual |
| ---- | ------- | --------- | ----- | ----- | ---- | ----- | ----- | ------ | -------- | ------- | -------- | -------- | ----------- |
| 2011 | -       | -         | 0,4%  | 0,7%  | 0,8% | 0,9%  | 0,9%  | 1,1%   | 1,0%     | 1,1%    | 1,0%     | 1,0%     | 0,7%        |
| 2012 | 1,2%    | 1,3%      | 1,3%  | 1,3%  | 1,4% | 1,3%  | 1,5%  | 1,7%   | 1,5%     | 1,4%    | 1,5%     | 1,4%     | 1,4%        |
| 2013 | 1,4%    | 1,7%      | 1,7%  | 1,7%  | 1,7% | 1,7%  | 1,7%  | 2,1%   | 2,1%     | 1,9%    | 1,7%     | 1,7%     | 1,7%        |
| 2014 | 1,6%    | 1,7%      | 1,7%  | 1,7%  | 1,8% | 2,1%  | 2,4%  | 2,6%   | 2,4%     | 2,4%    | 2,4%     | 2,2%     | 2,1%        |
| 2015 | 2,4%    | 2,3%      | 2,2%  | 2,3%  | 2,5% | 2,3%  |       |        |          |         |          |          | -           |